# Belo (Palibelo)
Belo is een bestuurslaag in het regentschap Bima van de provincie West-Nusa Tenggara, Indonesië. Belo telt 4334 inwoners (volkstelling 2010).